# Communauté de communes du pays de Saint-Flour Margeride
La communauté de communes du Pays de Saint-Flour Margeride est une ancienne communauté de communes française située dans le département du Cantal. Elle a été supprimée le 1er janvier 2017.

## Historique
Cette communauté de communes résultait de la fusion, le 1er janvier 2014, de la communauté de communes du Pays de Saint-Flour avec la communauté de communes Margeride-Truyère.

### CC du Pays de Saint-Flour
La communauté de communes du Pays de Saint-Flour avait été créée en 1994 par les cinq communes suivantes : Alleuze, Coren, Roffiac, Saint-Flour et Saint-Georges. Neuf autres communes les avaient rejoint en 2000 : Anglards-de-Saint-Flour, Lastic, Mentières, Montchamp, Paulhac, Sériers, Tanavelle, Tiviers et Vieillespesse. Puis Villedieu en 2006, Lavastrie en 2008, Cussac en 2010 et Les Ternes en 2013.

### CC Margeride Truyère
La communauté de communes Margeride-Truyère avait été créée en 1999. Son siège était situé à Ruynes-en-Margeride.

### Évolution récente
Le 1er janvier 2016, les communes de Faverolles, Loubaresse, Saint-Just et Saint-Marc fusionnent pour constituer la commune nouvelle de Val d'Arcomie.
Le 7 mars 2016, la Commission départementale de coopération intercommunale du Cantal, réunie pour examiner le projet de schéma départemental de coopération intercommunale, envisage, après examen des amendements, la fusion de la communauté de communes du Pays de Saint-Flour Margeride avec les communautés de communes de Caldaguès-Aubrac, du Pays de Pierrfort-Neuvéglise et de la Planèze à partir du 1er janvier 2017.
La fusion au sein de Saint-Flour Communauté a eu lieu le 1er janvier 2017 et a été confirmée par les élus communautaires et les communes (voir annexe 1 de l'arrêté de création).

## Territoire communautaire

### Géographie
Cette communauté était située entre les Monts du Cantal et la Margeride, entre les rivières Alagnon et Truyère. Elle était traversée selon un axe nord-sud par l'autoroute A 75.

### Composition
Elle regroupait les 26 communes suivantes :
| Nom                     | Code Insee | Gentilé         | Superficie (km2) | Population (dernière pop. légale) | Densité (hab./km2) |
| ----------------------- | ---------- | --------------- | ---------------- | --------------------------------- | ------------------ |
| Saint-Flour (siège)     | 15187      | Sanflorains     | 27,14            | 6 643 (2014)                      | 245                |
| Alleuze                 | 15002      |                 | 22,85            | 211 (2014)                        | 9,2                |
| Anglards-de-Saint-Flour | 15005      | Anglardois      | 12,28            | 343 (2014)                        | 28                 |
| Chaliers                | 15034      |                 | 18,37            | 170 (2014)                        | 9,3                |
| Clavières               | 15051      |                 | 44,66            | 214 (2014)                        | 4,8                |
| Coren                   | 15055      | Corentiens      | 16,86            | 411 (2014)                        | 24                 |
| Cussac                  | 15059      | Cussacois       | 13,68            | 132 (2014)                        | 9,6                |
| Lastic                  | 15097      | Lasticois       | 10,47            | 120 (2014)                        | 11                 |
| Lavastrie               | 15099      |                 | 24,14            | 263 (2014)                        | 11                 |
| Lorcières               | 15107      |                 | 21,82            | 177 (2014)                        | 8,1                |
| Mentières               | 15125      |                 | 13,17            | 119 (2014)                        | 9                  |
| Montchamp               | 15130      |                 | 15,90            | 137 (2014)                        | 8,6                |
| Paulhac                 | 15148      | Paulhacois      | 46,92            | 409 (2014)                        | 8,7                |
| Roffiac                 | 15164      |                 | 21,26            | 609 (2014)                        | 29                 |
| Ruynes-en-Margeride     | 15168      |                 | 29,66            | 654 (2014)                        | 22                 |
| Saint-Georges           | 15188      | Saint-Georgeois | 33,14            | 1 138 (2014)                      | 34                 |
| Sériers                 | 15227      |                 | 12,62            | 136 (2014)                        | 11                 |
| Soulages                | 15229      | Soulageois      | 15,09            | 83 (2014)                         | 5,5                |
| Tanavelle               | 15232      |                 | 13,58            | 246 (2014)                        | 18                 |
| Les Ternes              | 15235      |                 | 19,13            | 592 (2014)                        | 31                 |
| Tiviers                 | 15237      | Tiviernois      | 13,53            | 168 (2014)                        | 12                 |
| Vabres                  | 15245      | Vabrais         | 18,83            | 240 (2014)                        | 13                 |
| Val d'Arcomie           | 15108      | Val d'Arcomiens | 86,27            | 989 (2018)                        | 11                 |
| Védrines-Saint-Loup     | 15251      |                 | 27,56            | 137 (2014)                        | 5                  |
| Vieillespesse           | 15259      |                 | 24,91            | 275 (2014)                        | 11                 |
| Villedieu               | 15262      | Villadéens      | 18,99            | 534 (2014)                        | 28                 |

### Démographie
| 2009 | 2012   | 2013   |
| ---- | ------ | ------ |
| -    | 15 127 | 15 132 |

## Administration

### Siège
Le siège de la communauté de communes est situé à Village d’entreprises – Zone d'Activités du Rozier-Coren - Saint-Flour.

### Les élus
Le conseil communautaire de la Communauté de communes du Pays de Saint-Flour Margeride se compose de 56 membres représentant chacune des communes membres et élus pour une durée de six ans.
Ils sont répartis comme suit :
| Nombre de délégués | Communes |
| ------------------ | --- |
| 1                  | Alleuze, Anglards-de-Saint-Flour, Chaliers, Clavières, Cussac, Lastic Lavastrie, Lorcières, Mentières, Montchamp, Sériers, Soulages Tanavelle, Tiviers, Vabres, Védrines-Saint-Loup, Vieillespesse |
| 2                  | Coren, Paulhac, Roffiac, Les Ternes, Villedieu |
| 3                  | Ruynes-en-Margeride |
| 4                  | Saint-Georges |
| 5                  | Val d'Arcomie |
| 17                 | Saint-Flour |

### Présidence
Le conseil communautaire élit un président pour une durée de six ans. Le bureau exécutif est composé du président, de huit vice-présidents et de huit conseillers communautaires.
| Période | Période | Identité       | Étiquette | Qualité              |
| ------- | ------- | -------------- | --------- | -------------------- |
| 2014    | 2016    | Pierre Jarlier | UDI       | maire de Saint-Flour |

### Compétences
Le 17 décembre 2015, le conseil communautaire a révisé ses statuts pour préciser ses compétences.

#### Compétences obligatoires
- Aménagement de l'espace (aménagement et urbanisme - planification)
- Actions de développement économique (développement économique - développement touristique)

#### Compétences optionnelles
- Protection et mise en valeur de l'environnement
- Construction, aménagement, entretien et gestion des équipements  sportifs et culturels d’intérêt communautaire
- Politique du logement et du cadre de vie
- Aménagement, entretien et gestion de la voirie

#### Compétences facultatives
- Actions à caractère sanitaire et social
- Transports de personnes
- Soutien à l’animation culturelle, sportive et touristique
- Jeunesse

## Projets et réalisations

### Réalisations
- zones d'activités de Montplain-Allauzier, Rozier-Coren, Crozatier (Saint-Georges), Volzac, Belvezet (Ruynes-en-Margeride), Bois de la Voreille (Vabres)
- village d'entreprises de Rozier-Coren ; télécentre
- pôle territorial de santé
- centre aqualudique de Saint-Flour
- complexe sportif intercommunal de Besserette
- centre de loisirs sans hébergement (quartier Besserette - Saint-Flour)
- réseaux de chaleur bois à Crozatier, Volzac, centre aqualudique
- écomusée de Margeride
- multiples ruraux à Faverolles, Loubaresse

### Projets
- extension des zones d'activité de Rozier-Coren et Volzac
- centre d'interprétation de l'architecture et du patrimoine (dans le cadre du label Pays d'art et d'histoire)
- réseau de chaleur bois Saint-Flour, secteur Besserette
- co-gestion domaine nordique Prat de Bouc-Haute Planèze